# BK Skřivánek Ústí nad Labem
BK Skřivánek Ústí nad Labem (celým názvem: Basketbalový klub Skřivánek Ústí nad Labem) je český ženský basketbalový klub, který sídlí v Ústí nad Labem ve stejnojmenném kraji. Založen byl v roce 1998. V roce 2004 se klub přejmenoval z tradičního Skřivánka na PEML Ústí nad Labem. Nazpět se přejmenoval až v roce 2007. Od roku 2013 se klub zaměřuje čistě na mládežnická družstva. Své domácí zápasy odehrává v hale SPŠ spojů s kapacitou 200 diváků. Klubové barvy jsou modrá a žlutá.
Největším úspěchem klubu byla celkem dvouroční účast v nejvyšší soutěži žen (sezóny 2004/05 a 2007/08).

## Historické názvy
Zdroj: 
- 1998 – BK Skřivánek Ústí nad Labem (Basketbalový klub Skřivánek Ústí nad Labem)
- 2004 – BK PEML Ústí nad Labem (Basketbalový klub PEML Ústí nad Labem)
- 2007 – BK Skřivánek Ústí nad Labem (Basketbalový klub Skřivánek Ústí nad Labem)

## Umístění v jednotlivých sezonách
Zdroj: 
Legenda: ZČ - základní část, červené podbarvení - sestup, zelené podbarvení - postup, fialové podbarvení - reorganizace, změna skupiny či soutěže
| Česko (2003 – 2013) |                             |           |                 |           |                                     |
| Sezóna              | Název v ročníku             | Úroveň    | Soutěž          | ZČ        | Play-off                            |
| 2003/04             | BK Skřivánek Ústí nad Labem | 2. úroveň | 2. liga         | 2. místo  | Finálová skupina (2. místo); postup |
| 2004/05             | BK PEML Ústí nad Labem      | 1. úroveň | 1. liga         | 10. místo | Baráž o udržení (prohra); sestup    |
| 2005/06             | BK PEML Ústí nad Labem      | 2. úroveň | 2. liga         | 3. místo  | Finálová skupina (4. místo)         |
| 2006/07             | BK PEML Ústí nad Labem      | 2. úroveň | 2. liga         | 1. místo  | Finálová skupina (1. místo); postup |
| 2007/08             | BK Skřivánek Ústí nad Labem | 1. úroveň | ŽBL             | 10. místo | Baráž o udržení (prohra); sestup    |
| 2008/09             | BK Skřivánek Ústí nad Labem | 2. úroveň | 1. liga         | 12. místo | Play-out (4. místo); sestup         |
| 2009/10             | BK Skřivánek Ústí nad Labem | 3. úroveň | 2. liga – sk. A | 4. místo  | Semifinále                          |
| 2010/11             | BK Skřivánek Ústí nad Labem | 3. úroveň | 2. liga – sk. A | 2. místo  | Finále (prohra)                     |
| 2011/12             | BK Skřivánek Ústí nad Labem | 3. úroveň | 2. liga – sk. A | 1. místo  | Finále (prohra)                     |
| 2012/13             | BK Skřivánek Ústí nad Labem | 3. úroveň | 2. liga – sk. A | 1. místo  | Finále (výhra); zánik družstva žen  |